# Marko Ljubinković
Marko Ljubinković (in serbo Марко Љубинковић?; Belgrado, 7 dicembre 1981) è un ex calciatore serbo, di ruolo centrocampista.

## Carriera

### Club
Ha giocato nella massima serie dei campionati serbo, rumeno, cipriota e cinese.